# Associazione Calcio Spezia 1941-1942
Questa voce raccoglie le informazioni riguardanti l'Associazione Calcio Spezia nelle competizioni ufficiali della stagione 1941-1942.

## Rosa
| N. |                   | Ruolo | Calciatore          |
| -- | ----------------- | ----- | ------------------- |
|    | Italia (bandiera) | D     | Carmelo Amenta      |
|    | Italia (bandiera) | P     | Sergio Bani         |
|    | Italia (bandiera) | C     | Alfonso Borra       |
|    | Italia (bandiera) | D     | Eraldo Borrini      |
|    | Italia (bandiera) | P     | Gino Camerario      |
|    | Italia (bandiera) | C     | Eusebio Castigliano |
|    | Italia (bandiera) | A     | Giovanni Costa      |
|    | Italia (bandiera) | A     | Giovanni Costanzo   |
|    | Italia (bandiera) | C     | Ivo Isetto          |

| N. |                   | Ruolo | Calciatore          |
| -- | ----------------- | ----- | ------------------- |
|    | Italia (bandiera) | A     | Lamberto Lippi      |
|    | Italia (bandiera) | C     | Ermelindo Lovagnini |
|    | Italia (bandiera) | D     | Antonio Lucchese    |
|    | Italia (bandiera) | C     | Carlo Morosi        |
|    | Italia (bandiera) | D     | Wando Persia        |
|    | Italia (bandiera) | C     | Carlo Scarpato      |
|    | Italia (bandiera) | A     | Emanuele Sodini     |
|    | Italia (bandiera) | A     | Guido Zuliani       |

## Statistiche

### Statistiche di squadra
| Competizione | Punti | In casa | In casa | In casa | In casa | In casa | In casa | In trasferta | In trasferta | In trasferta | In trasferta | In trasferta | In trasferta | Totale | Totale | Totale | Totale | Totale | Totale | DR  |
| Competizione | Punti | G       | V       | N       | P       | Gf      | Gs      | G            | V            | N            | P            | Gf           | Gs           | G      | V      | N      | P      | Gf     | Gs     | DR  |
| ------------ | ----- | ------- | ------- | ------- | ------- | ------- | ------- | ------------ | ------------ | ------------ | ------------ | ------------ | ------------ | ------ | ------ | ------ | ------ | ------ | ------ | --- |
| Serie B      | 38    | 17      | 12      | 4       | 1       | 44      | 11      | 17           | 4            | 2            | 11           | 22           | 29           | 34     | 16     | 6      | 12     | 66     | 40     | +26 |
| Coppa Italia |       | 1       | 1       | 0       | 0       | 4       | 0       | 1            | 0            | 0            | 1            | 1            | 2            | 2      | 1      | 0      | 1      | 5      | 2      | +3  |
| Totale       | -     | 18      | 13      | 4       | 1       | 48      | 11      | 18           | 4            | 2            | 12           | 23           | 31           | 36     | 17     | 6      | 13     | 71     | 42     | +29 |

### Statistiche dei giocatori
| Giocatore      | Serie B  | Serie B | Coppa Italia | Coppa Italia | Totale   | Totale |
| Giocatore      | Presenze | Reti    | Presenze     | Reti         | Presenze | Reti   |
| -------------- | -------- | ------- | ------------ | ------------ | -------- | ------ |
| C. Amenta      | 2        | 0       | 1            | 0            | 3        | 0      |
| S. Bani        | 2        | -3      | -            | -            | 2        | -3     |
| A. Borra       | 28       | 3       | -            | -            | 28       | 3      |
| E. Borrini     | 32       | 0       | 2            | 0            | 34       | 0      |
| G. Camerario   | 32       | -37     | 2            | -2           | 34       | -39    |
| E. Castigliano | 33       | 17      | 2            | 3            | 35       | 20     |
| G. Costa       | 31       | 12      | 2            | 0            | 33       | 12     |
| G. Costanzo    | 33       | 24      | 2            | 1            | 35       | 25     |
| R. Fiumi       | 2        | 1       | -            | -            | 2        | 1      |
| I. Isetto      | 18       | 0       | 2            | 0            | 20       | 0      |
| L. Lippi       | 14       | 1       | 2            | 0            | 16       | 1      |
| E. Lovagnini   | 34       | 1       | 1            | 0            | 35       | 1      |
| A. Lucchese    | 20       | 0       | -            | -            | 20       | 0      |
| C. Morosi      | 2        | 0       | 2            | 0            | 4        | 0      |
| W. Persia      | 32       | 0       | 2            | 0            | 34       | 0      |
| C. Scarpato    | 34       | 2       | 1            | 0            | 35       | 2      |
| E. Sodini      | 16       | 5       | 1            | 0            | 17       | 5      |
| G. Zuliani     | 9        | 0       | -            | -            | 9        | 0      |